# Giraudia minor
Giraudia minor är en stekelart som beskrevs av Henry Keith Townes, Jr. 1962. Giraudia minor ingår i släktet Giraudia och familjen brokparasitsteklar. Inga underarter finns listade i Catalogue of Life.